# Paul Cohn
|  | No s'ha de confondre amb Paul Cohen. |

Paul Cohn (alemany: Paul Moritz Cohn)  (Hamburg, 8 de gener de 1924 - Londres, 20 d'abril de 2006) va ser un matemàtic britànic, nascut a Alemanya.

## Vida i obra
Fill únic d'un matrimoni jueu d'Hamburg, tenim un recompte de la seva infantesa i adolescència en aquesta ciutat, perquè ell mateix el va narrar en dues breus notes publicades en uns llibres de 1990 (sobre els transports infantils durant el nazisme) i de 2006 (sobre els jueus del barri de Grindel). En ells explica les persecucions sofertes durant el Tercer Reich, els canvis de barri i d'escola, fins que el 1939 els seus pares van aconseguir enviar-lo a Anglaterra en un transport infantil. Els seus pares van ser deportats a Riga el 1941 i no en va tornar a saber mai més res.
Arribat a Anglaterra, amb quinze anys, va estar treballant, primer, en una granja de pollastres a Dorking (Surrey) i, després, d'empaquetador en una indústria a Londres, fins que el comité de refugiats de Dorking el va convèncer de fer els exàmens d'ingrés a la universitat que va passar amb èxit el 1944. Va aconseguir l'ingrés al Trinity College (Cambridge), en el qual es va graduar el 1948 i va continuar el seus treballs de recerca a la universitat fins que va obtenir el doctorat el 1951, sota la direcció de Philip Hall.
Un cop doctorat, va ser professor de la universitat de Nancy (1951-1952), de la universitat de Manchester (1952-1962), del Queen Mary College de Londres (1962-1967), del Bedford College (1967-1984) i, finalment, del University College de Londres en el qual es va retirar el 1989, passant a ser investigador honorari fins a la seva mort el 2006. A més, va ser professor visitant a diverses universitats de tot el món.
El seu principal camp de recerca van ser els anells no commutatius. Va publicar una desena de llibres sobre àlgebra, grups de Lie i anells ideals, i gairebé dos-cents articles científics.